# Derek Ogilvie: The Ghost Whisperer
Derek Ogilvie: The Ghost Whisperer is een Nederlands televisieprogramma dat vanaf het voorjaar van 2008 werd uitgezonden door RTL 4.
In dit programma meent medium Derek Ogilvie contact te krijgen met overledenen. Eerder presenteerde hij ook al het programma Baby's wil is wet, te zien op de 'bovennatuurlijke donderdag' op RTL 4. Het programma wisselde samen met Char en Het Zesde Zintuig de donderdagavond af.

## Kritiek
In 2008 deed Ogilvie mee aan het programma Million Dollar Psychic. Hierin werd hij door scepticus James Randi uitgedaagd om zijn bovennatuurlijke gaven te bewijzen. Ogilvie nam de uitdaging aan maar zakte voor alle testen.

## Kijkcijfers
| Datum           | Kijkcijfers       | Marktaandeel |
| --------------- | ----------------- | ------------ |
| 23 oktober 2008 | 1.262.000 kijkers | 19,0%        |
| 30 oktober 2008 | 1.439.000 kijkers | 22,8%        |